# Krná
Krná (ungarisch Kiskorna – bis 1907 Korna) ist eine Gemeinde in der südlichen Mittelslowakei mit 49 Einwohnern (Stand 31. Dezember 2024) und gehört zum Okres Poltár, einem Kreis des Banskobystrický kraj.

## Geographie

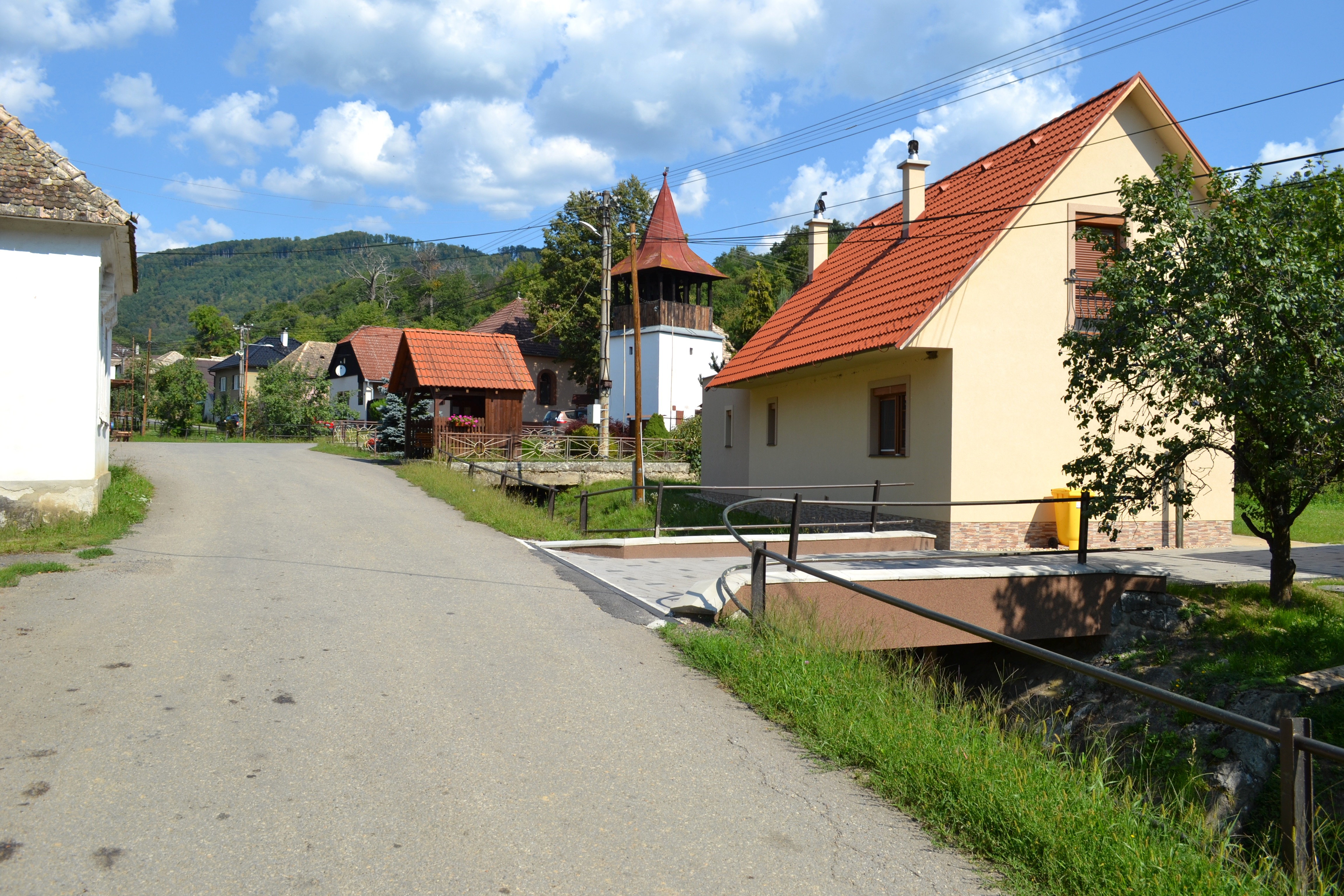
Straßenansicht in Krná

Die Gemeinde befindet sich im Südwestteil des Slowakischen Erzgebirges und im Teilgebirge Stolické vrchy im Tal des Baches Krná im Einzugsgebiet des Ipeľ und am Südhang des 995 m n.m. hohen Bergs Jasenina. Das Ortszentrum liegt auf einer Höhe von 320 m n.m. und ist 14 Kilometer von Poltár entfernt.
Neben dem Hauptort umfasst die Gemeinde auch folgende Weiler im Bergmassiv der Jasenina: Neklen, Závada, Osičiny und Nový Svet.
Nachbargemeinden sind Ďubákovo im Norden, České Brezovo im Nordosten, Uhorské im Südosten und Süden, Hradište im Südwesten und Westen sowie Málinec (Ortsteil Ipeľský Potok) im Nordwesten.

## Geschichte

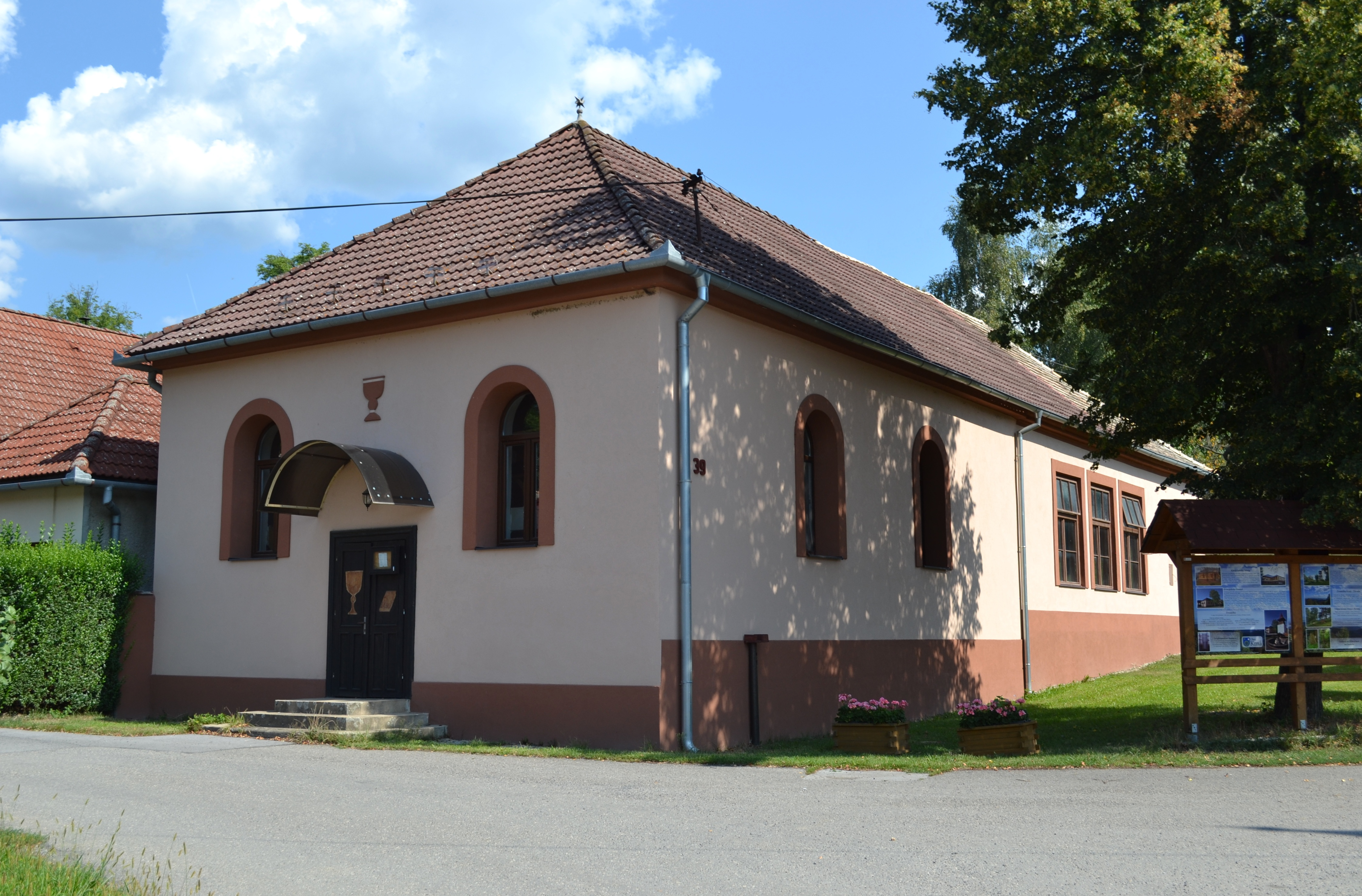
Evangelische Kirche

Krná wurde zum ersten Mal 1435 schriftlich erwähnt und gehörte zum Herrschaftsgebiet der Burg Fileck, danach war das Dorf Besitz des Landadels. Im Jahr 1548 war es Besitz der Familie Bebek. 1828 zählte man 39 Häuser und 291 Einwohner, die als Obstbauern, Schäfer und Hersteller von Holzgeschirr beschäftigt waren.
Bis 1918/1919 gehörte der im Komitat Neograd liegende Ort zum Königreich Ungarn und kam danach zur Tschechoslowakei beziehungsweise heute Slowakei.

## Bevölkerung
| Jahr                | 1994 | 2004     | 2014     | 2024    |
| ------------------- | ---- | -------- | -------- | ------- |
| Anzahl der Personen | 90   | 67       | 52       | 49      |
| Unterschied         |      | −25,55 % | −22,38 % | −5,76 % |

| Jahr                | 2023 | 2024 |
| ------------------- | ---- | ---- |
| Anzahl der Personen | 49   | 49   |
| Unterschied         |      | +0 % |

Gemäß der Volkszählung 2011 wohnten in Krná 51 Einwohner, davon 43 Slowaken und ein Russe. Sieben Einwohner machten keine Angabe zur Ethnie.
15 Einwohner bekannten sich zur Evangelischen Kirche A. B., neun Einwohner zur römisch-katholischen Kirche und ein Einwohner zur griechisch-katholischen Kirche. 13 Einwohner waren konfessionslos und bei 13 Einwohnern wurde die Konfession nicht ermittelt.

## Bauwerke und Denkmäler
- evangelische Kirche aus dem Jahr 1905
- Landsitz im klassizistischen Stil aus dem Jahr 1820
- Glockenturm aus dem Jahr 1912